# GN-z7q
 (avril 2024).
Améliorez-le ou discutez des points à vérifier. 
Ne doit pas être confondu avec GN-z11.
GN-z7q est le quasar à croissance rapide le plus vieux de l'univers connu. Son âge est estimé à 13,4 milliards d'années et il se situe à 13,05 milliards d'années-lumière, ce qui fait que GN-z7q fait partie du groupe très restreint des quasars avec un décalage vers le rouge supérieur à 7. Sa découverte s'est faite lors de l'étude d'un champ profond du télescope spatial Hubble. La photo du champ a été effectuée le 10 avril 2022 mais la découverte de GN-z7q a été faite le 12 avril 2022. Dans cette image, il apparait comme un point très rouge. Du fait de sa distance, GN-z7q est le deuxième quasar le plus éloigné de nous mais il faudra attendre de nouvelles études pour confirmer son âge,,,.

## Désignation
Le nom de ce quasar est dérivé de sa localisation dans le relevé GOODS-Nord (d'où le nom GN) et de sa valeur de redshift particulièrement élevée (z > 7). Ainsi, les objets détectés par le GOODS-Nord se nomment GN-z auquel on adjoint le redshift et le type de l'objet. Par exemple si l'objet est une étoile qui se situe à z = 9, cet objet se nommera GN-z9s[réf. nécessaire].

## Caractéristiques

### Composition
GN-z7q est d'abord caractérisé par une intense formation d'étoiles dans son disque d'accrétion. Cette formation d'étoiles provoque de grands sursauts de formation d'étoiles. Une autre particularité de GN-z7q est qu'il ne possède pas de galaxie hôte mais une protogalaxie qui se déforme sous la puissance des sursauts. Il est composé d'un disque d'accrétion qui s'étend sur environ 10 années-lumière et d'une protogalaxie qui entoure le quasar sur une distance d'environ 1 000 années-lumière. Selon la variabilité de GN-z7q, un voile de poussière se situerait entre le centre de la protogalaxie naine et le quasar. Ce voile de poussière crée un milieu interstellaire entre le quasar et la protogalaxie,,,,.

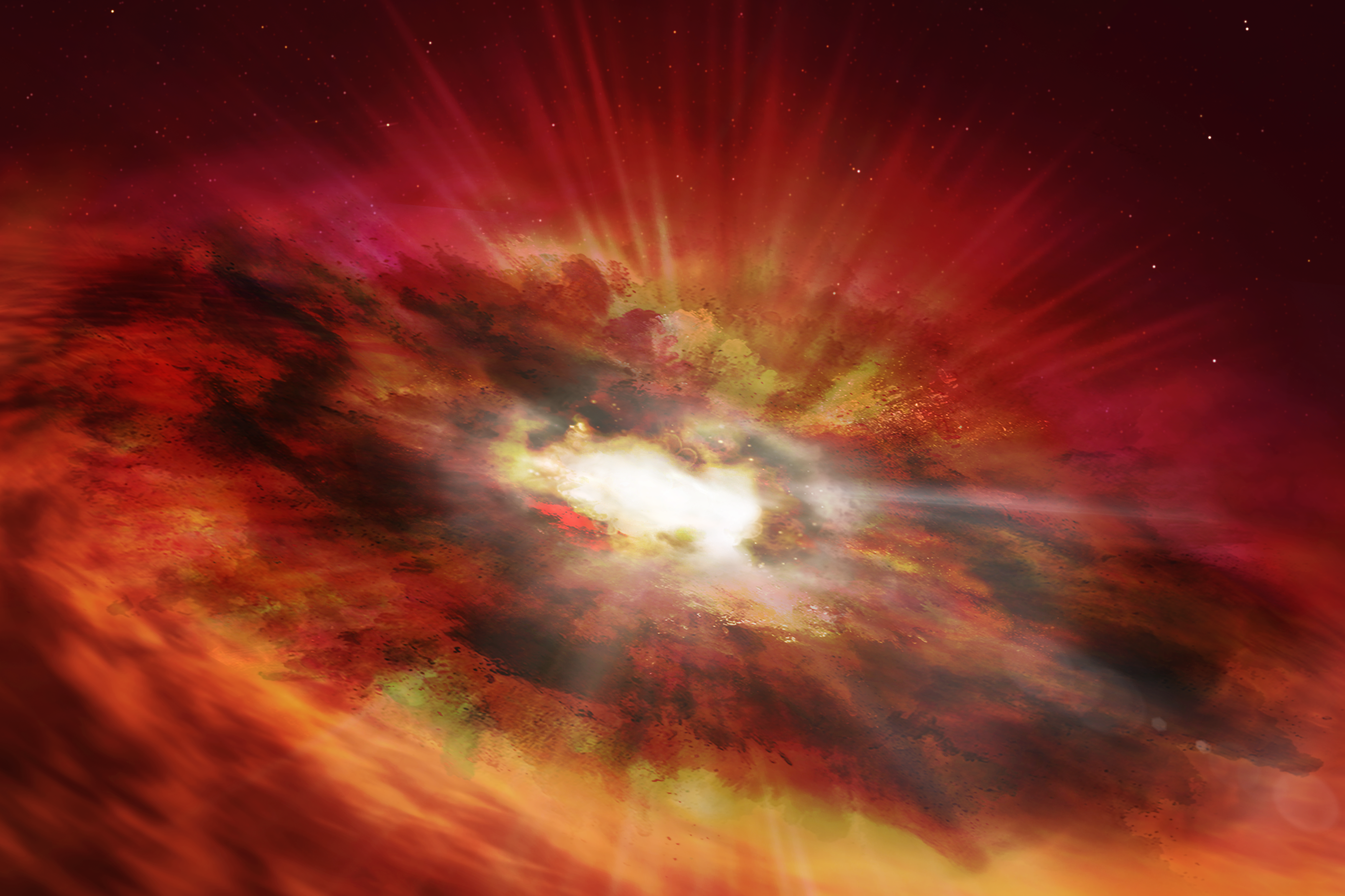
Impression d'artiste du Centre galactique et milieu interstellaire de GN-z7q.

### Trou noir supermassif
Selon les théories du grossissement des trous noirs dans l'univers primordial, le trou noir supermassif de GN-z7q aurait une masse similaire à ULAS J134208.10+092838.61, ce qui ferait que GN-z7q aurait une masse d'environ 800 millions de masses solaires, même si une étude plus précise devra être effectuée pour avoir une meilleure estimation de la masse de GN-z7q,,. Une telle masse produirait un rayon de Schwarzschild de 15,797 unités astronomiques et donc un diamètre de 31,594 UA.